# ルイ・ロペス・デ・セグラ

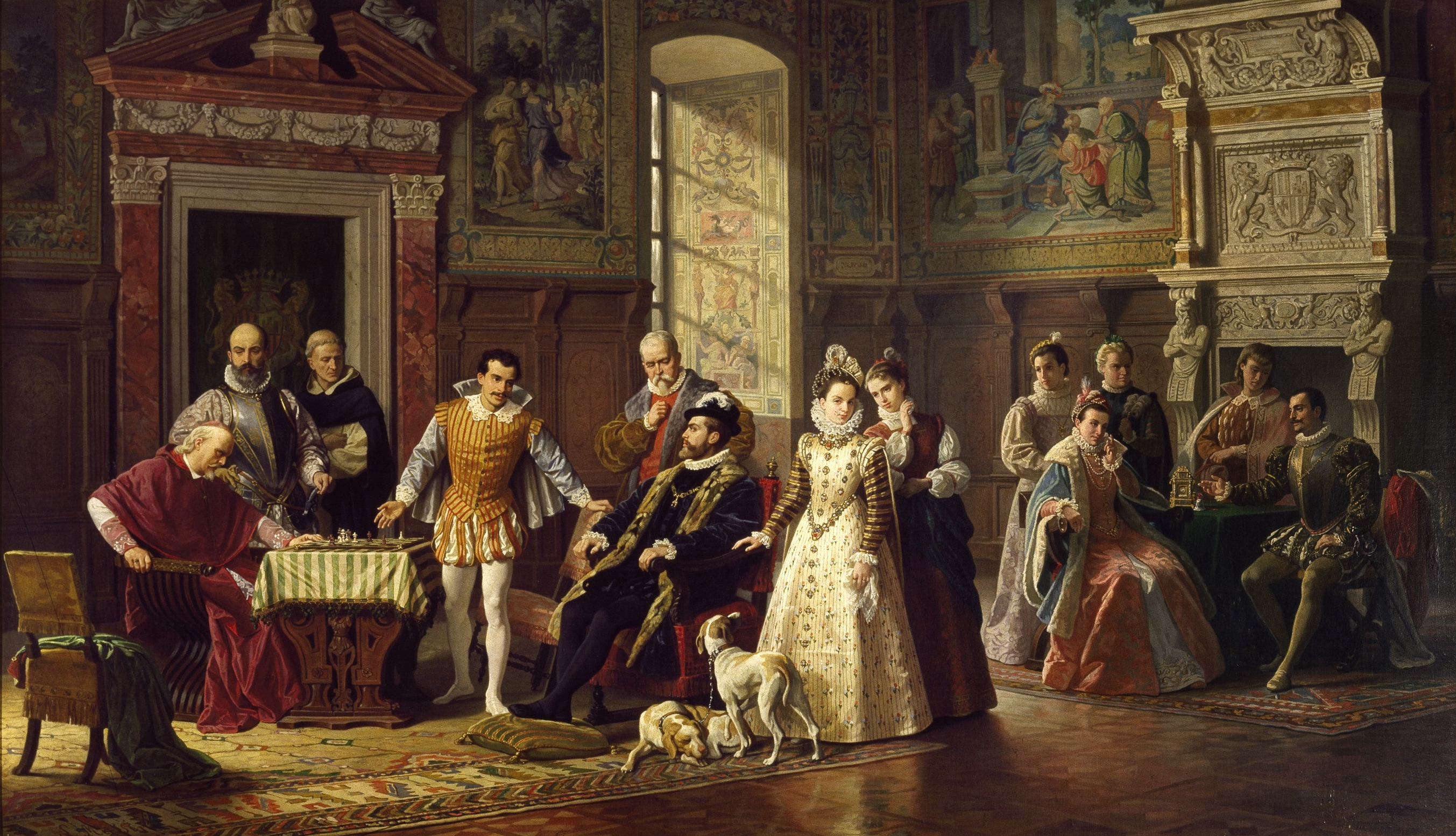
ジョヴァンニ・レオナルド・ダ・クトリと対戦して勝利を収めた際を描いた絵画（作：1886年、ルイージ・ムッシーニ）

ルイ・ロペス・デ・セグーラ（Ruy Lopez de Segura、1530年 - 1580年）は、スペインのカトリック司祭（のち司教）でチェスプレイヤー。ルイ・ロペス・オープニングは彼の名にちなんでその名で呼ばれている。ルイ・ロペス・デ・ビリャロボスとは全くの別人である。
カスティーリャ（現バダホス県）のサフラに生まれ、サラマンカで学生生活を送る。1572年にスペイン国王フェリペ2世に招待されローマで大会に参加し、全勝した。1575年にイタリアのジョヴァンニ・レオナルド・ダ・クトリと対戦して勝利を収め、その後何者かに暗殺された。
ロペス・デ・セグーラはヨーロッパで最初のチェスの書籍『チェスの自由な発想と技術』（原題：Libro de la invención liberal y arte del juego del Axedrez ）を出版した。